# Botryllophilus norvegicus
Botryllophilus norvegicus – gatunek morskiego widłonoga z rodziny Botryllophilidae. Opisał go w 1921 roku niemiecki karcynolog Adolf Schellenberg. Holotyp (samica) został pozyskany z jamy skrzelowej żachwy Pelonaia corrugata złowionej w płytkiej wodzie w Tautersvaet w zatoce Trondheimsfjorden w Norwegii.